# دوري البطولة الإنجليزية 1983
دوري البطولة الإنجليزية 1983 (بالفنلندية: Jalkapallon Mestaruussarjan kausi 1983) هو الموسم 74 من دوري البطولة الإنجليزية ‏. أشرف على تنظيمه اتحاد فنلندا لكرة القدم، وكان عدد الأندية المشاركة فيه 12، وفاز فيه نادي إلفيس.